# سرویس اطلاعات ملی (کره جنوبی)
سازمان اطلاعاتی ملی به نام سازمان اطلاعات مرکزی کره برای محافظت از جامعه، تضمین امنیت ملی و ارتقای منافع ملی در تاریخ ۱۰ ژوئن سال ۱۹۶۱ در کشور کره جنوبی تأسیس شد. این سازمان در ژانویه ۱۹۸۱ به سازمان ملی برنامه‌ریزی امنیت تغییر نام داد و سرانجام در ژانویه ۱۹۹۹ سرویس اطلاعات ملی تأسیس شد.

## اهمیت تأسیس
دولت کره پس از تأسیس در ۱۹۴۸ اوت ۱۵، فعالیت‌های اطلاعاتی در سراسر سازمان‌های دولتی از جمله نظامی، داخلی، خارجی، و ارتباطات، توابع اطلاعاتی خود را متمرکز کرد.
ماهیت غیرمتمرکز از جامعه اطلاعاتی محدودیت‌های زیادی اعمال می‌کرد و منجر به ناکارآمدی قابل توجهی در کار اطلاعاتی از جمله شیوع بیشتر خطاهای اطلاعاتی، و تداخل وظایف، و رقابت بیش از حد شده بود.
این محدودیت‌ها باعث شد تا بحث در مورد نیاز به ایجاد یک سازمان بدون درز اطلاعات ملی تلفیقی مطرح شود. این بحث به تأسیس و استقرار سازمان اطلاعات مرکزی در سال ۱۹۶۱ با اعلام قانون سازمان اطلاعات مرکزی کره منجر شد.

## اهمیت استقرار
ایجاد سازمان اطلاعات مرکزی کره در جهات زیر قابل توجه بود:
- راه‌اندازی یک سازمان اطلاعاتی ملی مرکزی جهت افزایش بهره‌وری از تدوین و اجرای سیاست‌های امنیت ملی.
- تحکیم تمام توابع اطلاعاتی به یک سازمان فعال با مدیریت کارآمد منابع انسانی و مادی.
- در یک سازمان واحد، اتخاذ یک رویکرد یکپارچه و نظام مند به منظور جمع‌آوری و تجزیه و تحلیل اطلاعات در خارج از کشور امکان‌پذیر می‌باشد.
- آموزش افسران اطلاعاتی تخصصی جهت تسهیل ایجاد یک طرح تحقیقاتی آموزش اطلاعاتی و تکنولوژی.